# Ocna de Sus
Ocna de Sus (węg. Felsősófalva) – wieś w Rumunii, w okręgu Harghita, w gminie Praid. W 2011 roku liczyła 1376 mieszkańców.